# Peixe (Tocantins)
Peixe is een gemeente in de Braziliaanse deelstaat Tocantins. De gemeente telt 9.018 inwoners (schatting 2009).